# Juan (Fußballspieler, 1979)
Juan (eigentlich Juan Silveira dos Santos; * 1. Februar 1979 in Rio de Janeiro) ist ein ehemaliger brasilianischer Fußballspieler. Der gelernte Innenverteidiger zeichnete sich während seiner aktiven Zeit durch exzellentes Kopfballspiel aus, welches er auch in offensiven Standardsituationen auszunutzen wusste. Während seiner Profikarriere von 1996 bis 2019 war er für Flamengo Rio de Janeiro und den Internacional Porto Alegre in seiner Heimat sowie in Europa für Bayer 04 Leverkusen und die AS Rom aktiv.

## Karriere

### Verein
Juan spielte von 1996 bis 2002 für den brasilianischen Verein Flamengo Rio de Janeiro. Dort konnte er seine ersten Erfolge feiern: 1999 gewann die Mannschaft den Copa Mercosur sowie die Staatsmeisterschaft von Rio de Janeiro. 2000 und 2001 wurde der Titel der Staatsmeisterschaft erfolgreich verteidigt. Nachdem Juan in seinen ersten vier Jahren bei Flamengo noch auf den Durchbruch warten musste, schaffte er es 2000. Von da an hatten ihn auch europäische Scouts auf den Notizblöcken. Im Sommer 2002 kam es schließlich zum Wechsel nach Deutschland zu Bayer 04 Leverkusen. Dort traf der Brasilianer auf seine Landsmänner Lúcio und França. Auf Anhieb spielte sich Juan in die Stammelf des Vereins, wobei er in den kommenden zwei Jahren ein starkes Innenverteidiger-Duo mit Lucio bilden sollte.
Sein Debüt in der Bundesliga gab Juan am 10. August 2002, dem ersten Spieltag der Saison 2002/03, beim 1:1 bei Energie Cottbus. Bis zum 10. Spieltag der gleichen Spielzeit dauerte es, bis er seinen ersten Treffer für Bayer erzielen konnte. Insgesamt erzielte er für Bayer zehn Ligatreffer in seiner Zeit in Deutschland. Von größeren Erfolgen waren diese Jahre allerdings nicht geprägt. Im ersten Jahr schaffte man als Tabellen-15. nur knapp den Klassenerhalt, im Folgejahr wurde das Team Dritter. Nach dem Spiel von Leverkusen gegen den 1. FC Nürnberg (Endstand 2:0) am 21. April 2007 gab Juan bekannt, den Verein zu verlassen; noch im Sommer des Vorjahres hatte er seinen Vertrag bis 2009 verlängert.
Am 21. Juni des gleichen Jahres verkündete der AS Rom die Verpflichtung des Brasilianers für 6,3 Millionen Euro, der somit ab dem 1. Juli 2007 mit einem Vierjahresvertrag an den italienischen Klub gebunden war. Am 2. September 2007 kam Juan dann zu seinem Serie-A-Debüt, als er in der Begegnung mit dem AC Siena in der 84. Minute für Alberto Aquilani von Trainer Luciano Spalletti eingewechselt wurde. Bereits nach Ablauf seiner ersten Spielzeit in Italien gewann Juan mit dem Hauptstadtklub die Coppa Italia. Beim 2:1-Erfolg gegen Inter Mailand stand der Brasilianer in der Startformation und verhalf seinem Team zum Erfolg. Im gleichen Jahr wurde das Team italienischer Vizemeister, wie auch zwei Jahre darauf.
Im Juli 2012 wechselte Juan nach zehn Jahren in Europa zurück nach Brasilien und schloss sich dort dem Internacional Porto Alegre in Porto Alegre, der Hauptstadt des südlichen Bundesstaates Rio Grande do Sul, an. Mit dem Verein gewann er seither die Staatsmeisterschaften von 2013, 2014 und 2015. In der nationalen Meisterschaft wurde er 2014 Dritter mit Internacional.

### Nationalmannschaft
Sein erstes Länderspiel für Brasilien bestritt Juan am 15. Juli 2001 gegen Peru während der Copa América 2001. Dies war zugleich das erste internationale Turnier für Juan im Dress der Seleção. Schon zuvor durchlief er einige Jugendmannschaften des Verbands. Kurz vor der Fußball-Weltmeisterschaft 2002 in Japan und Südkorea erfuhr er von seiner Nichtnominierung für das Team der brasilianischen Nationalmannschaft, welche das Turnier als Weltmeister beenden konnte.
Erst 2003 gab ihm der damalige Trainer Carlos Alberto Parreira im Vorfeld des Confederations Cup eine erneute Chance. Schließlich wurde der Innenverteidiger in den Folgejahren regelmäßig berufen und verpasste keine großen Wettbewerbe mehr. 2004 gewann er die Copa América, im Folgejahr den Confederations Cup in Deutschland. Während Juan 2004 noch Stammkraft war, musste er beim Confed-Cup den Platz für seinen damaligen Klubkameraden Roque Júnior räumen. 2007 konnte Juan mit Brasilien die Copa América verteidigen, in der Neuauflage des Endspiels von 2004 gegen Argentinien führte er das Team als Kapitän an, in Vertretung des gesperrten Gilberto Silva.
Beim Konföderationen-Pokal 2009 kam er nur zu zwei Einsätzen während der Vorrunde. Das Team schaffte es ins Finale und bezwang dort die Mannschaft der USA. Im Mai 2010 wurde Juan durch Trainer Carlos Dunga in den Kader der WM in Südafrika berufen. Dort bildete er zusammen mit Lucio und den Außenverteidigern Maicon sowie Michel Bastos die Defensive der Südamerikaner. Der Verteidiger verpasste während des gesamten Turniers keine Minute seiner Mannschaft, schied aber im Viertelfinale gegen die Niederlande mit dem Team aus. Im Achtelfinale gelang ihm beim 3:0-Erfolg gegen Chile sein einziger Turniertreffer. Insgesamt traf er in 79 Länderspielen siebenmal.

## Erfolge
Nationalmannschaft
- Copa América: 2004, 2007
- Konföderationen-Pokalsieger: 2005 und 2009

Flamengo
- Staatsmeisterschaft von Rio de Janeiro: 1999, 2017, 2019
- Copa Mercosur: 1999
- Copa dos Campeões: 2001
- Taça Guanabara: 2018
- Taça Rio: 2019

AS Rom
- Supercoppa Italiana: 2007
- Coppa Italia: 2007/08

SC Internacional
- Staatsmeisterschaft von Rio Grande do Sul: 2013, 2014, 2015

### Weitere Karriere
Nach seiner aktiven Laufbahn wurde Juan ab 2019 technischer Koordinator bei seinem letzten Klub Flamengo Rio de Janeiro. Diese Position behielt er bis Jahresanfang 2024 inne. Dann wechselte er zum nationalen Verband, um selbige bei diesem einzunehmen.